# John Ghost
(John Ghost da Dylan Dog #341 "Al Servizio del Caos")
John Ghost è un personaggio fittizio dell'universo di Dylan Dog, di cui è il nemico principale dopo la "Fase 2" a cura di Roberto Recchioni, prendendo il posto precedentemente detenuto dal padre di Dylan, Xabaras.
John Ghost ha fatto la sua prima comparsa nell'albo speciale consegnato a Lucca Comics and Games 2014, intitolato, appunto, "John Ghost". Questo albo speciale non è altro che una piccola anteprima del numero in cui fa la sua prima comparsa dal titolo "Al Servizio del Caos" (il numero 341 della serie). John Ghost è un uomo malvagio e senza scrupoli, proprietario di un'azienda di tecnologia, la Ghost Enterprises. La sua punta di diamante è il cellulare Ghost 9000 (parodia dei sistemi operativi iOS)
John Ghost è un uomo di 34 anni, biondo e con gli occhi verdi. Lo si vede indossare una giacca gialla e una camicia bianca. John ha come assistente, guardia del corpo, modello di design e segretaria la signorina Elisabeth Moon.

## Biografia del personaggio
John Ghost fa la sua prima comparsa nel numero 341. All'inizio del numero, John viene visto a letto con due ragazze. Quando una delle ragazze si sveglia lui le dice che non la vuole più vedere, affermando che è troppo grassa, successivamente mostra il suo perverso ragionamento: la ragazza diventerà bulimica e, nel giro di un anno, morirà. Questo porterà alla depressione il padre, un uomo importante e influente. Per questo, dei suoi colleghi, prenderanno delle decisioni politiche che porteranno ad un nuovo conflitto in Africa, conflitto in cui ci saranno molte vittime, tutto solo perché ha fatto un errore, conoscerlo. Successivamente fa chiamare Dylan Dog dalla sua assistente, Elisabeth Moon, in modo da poterlo assumere per indagare su una serie di omicidi avvenuti per colpa del suo ultimo modello di cellulare, il Ghost 9000.
Dylan, curioso di sapere di più su John Ghost, chiede ad Elisabeth la sua biografia. La ragazza, così, legge da Wikipedia la sua storia: nato a Johannesburg, la madre lo ha abbandonato davanti alle porte del convento delle suore del Sacro Cuore. John rimane in orfanotrofio fino a undici anni, quando scappa. Il periodo tra la sua fuga e la fondazione della Ghost Enterprises è coperto nel mistero. I suoi soldi li ha guadagnati in un giacimento di Greenockite in Africa del Sud.
Ricevuto Dylan, John lo manda a parlare con Marcus Irvine (ispirato allo sceneggiatore Alan Moore) che vive in una riproduzione della casa di James Bond in Skyfall in una zona sperduta della Scozia, dove è vietato l'arrivo degli aerei e degli elicotteri e le comunicazioni sono bloccate. Un misterioso incidente costringe Dylan, Groucho e Miss Moon a proseguire a piedi, mentre John segue la notizia in diretta dal suo telefono, mentre mangia al ristorante di Gordon Ramsay, che ha prenotato interamente per lui. Qui ordina una sogliola, ma solo per farla buttare, dato che odia il pesce, e della carne al sangue.
Dopo il ritorno di Dylan, che ha scoperto tutto, gli mostra la foto di un orso bruno che verrà ucciso tra venti minuti da delle guardie forestali, in modo da rubare l'attenzione pubblica su questa notizia, piuttosto che sulla notizia delle fabbriche della Ghost Enterprises in Asia, dove vengono usati bambini, con turni di lavoro e maltrattamenti perfino maggior a quelli dei bambini inglesi tra '600 e '700. Dylan afferra per il colletto John, ma viene fermato da Elisabeth. Infine, John, vittorioso, fa visita al suo sovrano (una donna simile alla regina Elisabetta II con i tentacoli al posto delle gambe) affermando che tutto è andato esattamente secondo i piani, anche questa volta, e che le necessità dell'Inghilterra sono state soddisfatte nuovamente, il paese ha infatti bisogno di sangue e, più giovane è, meglio è. Dopo questo, bacia la mano alla donna, dicendo: "Che Albione Prevalga".

In Dylan Dog #346 "E cenere tornerai" Dylan Dog, in uno scatto d'ira, chiede di chi possa essere la colpa delle sue disgrazie nominando ,tra gli altri, Xabaras e John Ghost. 
(L'avvocato Begum da Dylan Dog #351 "La macchina umana")
In Dylan Dog #356 "La macchina umana" John Ghost non compare direttamente, ma il "nemico" della storia è un'agenzia, la Daydream, consociata alla Ghost Enterprise. Viene anche presentato il nuovo modello di Ghost 9000, ossia il Ghost 9200.
C'è inoltre da dire che il cellulare prodotto da John Ghost, il Ghost 9000, e il suo software Irma (chiaro riferimento a Siri) siano alcuni degli elementi ricorrenti dei nuovi fumetti dell'Old Boy, usati da Groucho e non da Dylan, che odia la tecnologia, ma che chiede spesso all'amico di farne uso sapendo, in fondo, quanto possa essere utile. In "Miseria e nobiltà" è però proprio l'indagatore dell'incubo ad utilizzare lo smartphone per contattare Rania a Scotland Yard. Il cellulare donatogli da John Ghost viene però distrutto e successivamente comprato un Ghost 9100 dallo stesso Dylan con "i soldi dei prossimi stipendi di Groucho"
John Ghost ricompare in carne ed ossa nel numero 361 "Mater Dolorosa" quando Dylan si reca a Moonlight oramai distrutta da John Ghost per costruire una delle sue strutture. Dylan è infuriato dalla cosa e colpisce l'uomo in faccia con un pugno, ma John non si arrabbia affermando che lui deve vegliare sull'Old Boy e che per questo ha fatto distruggere Moonlight, uno "snodo ferroviario per il multiverso" in cui una nave fantasma salpata centinaia di anni prima con a bordo Xabaras, Morgana ed il piccolo Dylan Dog continua a mostrarsi cercando di attirare Dylan, cosa che John Ghost deve evitare visto che Dylan serve vivo per un suo futuro "sacrificio".
(John Ghost da Dylan Dog #361 "Mater Dolorosa")
Afferma, inoltre, che anche Groucho e l'ispettore Bloch sono a conoscenza di ciò, implicando che la persona con cui Groucho parla al telefono nel numero 346 "...e cenere tornerai!" sia proprio John Ghost.
Nonostante le avvertenze di Ghost, Dylan si butta in mare nel punto d"incontro delle varie realtà. John, ignorando gli avvenimenti appena accaduti, afferma di avere fame e così decide di andare a mangiare dimostrando nuovamente la sua più totale apatia, ma la sua assistente Elisabeth gli ricorda che deve recarsi a Westminster per l'uscita della Gran Bretagna dal pianeta Terra, ricevendo ,come risposta da John, che la Gran Bretagna può aspettare per quello.
Durante il suo pasto, Elisabeth lo contatta comunicandogli che Dylan è ancora vivo contro ogni pronostico, lasciando John stupito.
Nel numero 371, numero crossover con la serie Bonelli Dampyr, John Ghost stringe un'alleanza con Lord Lodbrock, un Maestro della Notte, finanziando le sue azioni di guerriglia nei confronti di Lord Marsden in modo che possa venire danneggiata anche la sua azienda, la Temsek, rivale della Ghost Enterprises, a patto che non danneggi le sue proprietà in Inghilterra perché il paese gli appartiene.
Quando Lagherta decide di nascondere le armi di Lodbrock, John Ghost fa sì che Harlan e Dylan s'incontrino in modo che possano attaccare Lodbrock non fidandosi più del vampiro completamente accecato dalla rabbia anche per il tradimento della vampira Nonostante ciò Ghost finge di collaborare con lui aiutandolo a mandare in blackout per due ore Craven Road in modo da assicurarsi di assumere sia l'indagarore dell'incubo che il cacciatore di vampiri gratuitamente per distruggere il suo alleato temendo che la sua ira nei confronti di Mardsen lo possa portare a distruggere Londra.
In questo numero viene rivelato che ha una certa confidenza con creature immortali parlando tranquillamente con Maestri della Notte senza il minimo timore e venendo da loro rispettato.
In Dampyr #209 si scopre che le armi che Lodbrock era intenzionato ad usare non erano altro che filmati e dati compromettenti per la Temsek e non armi effettive di distruzioni di massa come temevano sia l'indagatore dell'incubo che la sua nemesi.
Successivamente si scopre che John Ghost è il servo di una mostruosa e antica entità femminile assetata di conquista chiamata Albione (il suo aspetto è somigliante a quello del demone acquatico femmina e sposa di Cthulhu).
Nel 399, quando ormai è prossima l'apocalisse e l'asteroide sta per abbattersi sulla terra, John rivela infine che il momento cruciale di Dylan per cambiare tutto e riconfigurare l'universo è infine giunto. Rivelando all'indagatore che è stato lui con la sua influenza, a fare andare Bloch in pensione, e mettere Tyron al suo posto così come Groucho è diventato un suo informatore e di avere contribuito a manipolare e modificare molte altre cose avvenute nei numeri precedenti. John Ghost voleva eliminare tutte le cose ritenute superflue affinché Dylan fosse pronto. L'ultima prova per completare l'opera di John si rivela con sorpresa che Dylan Dog lo uccida. Consegnando una pistola all'indagatore dell'incubo, chiede infine che gli spari, solo così tutto potrà essere cambiato. Dylan tutta via rifiuta e non intende fare quest'ultima cosa. Ciò fa infuriare tremendamente John Ghost che esclama furibondo che Dylan ha rovinato tutto. Con sorpresa però Dylan cambia idea e spara un colpo alle spalle di John Ghost ferendolo mortalmente vendicandosi di tutte le sue macchinazioni. John si accascia ai piedi della sua segretaria e affermando che era questo ciò che voleva da Dylan Dog prima che arrivasse la fine.
A seguito della volontà di riportare il fumetto alle origini, con la trilogia dei numeri 435-436-437 John Ghost sparisce nel nulla e Dylan Dog per uno sfasamento spazio temporale non ricorderà questo avvenimento.

## Apparizioni
- Dylan Dog n. 341 "Al servizio del Caos"
- Dylan Dog n. 346 "...e cenere tornerai" (menzionato)
- Dylan Dog n. 356 "La macchina umana" (menzionato)
- Dylan Dog n. 361 "Mater Dolorosa"
- Dylan Dog n. 371 "Arriva il Dampyr"
- Dylan Dog n. 380 "Nessuno è innocente" (menzionato)
- Dylan Dog n. 387 "Che regni il Caos!"
- Dylan Dog n. 389 "La sopravvissuta"
- Dylan Dog n. 392 "Il primordio"
- Dylan Dog n. 394 "Eterne stagioni"
- Dylan Dog n. 395 "Del tempo e di altre illusioni"
- Dylan Dog n. 396 "Il suo nome era guerra" (cameo)
- Dylan Dog n. 397 "Morbo M" (menzionato)
- Dylan Dog n. 398 "Chi muore si rivede"
- Dylan Dog n. 399 "Oggi sposi"
- Dylan Dog n. 400 "E ora, l'apocalisse!" (menzionato)
- Dylan Dog n. 410 "La notte eterna"
- Dylan Dog n. 435 "Due minuti a mezzanotte"